# Roger Blomquist
Roger Blomquist, folkbokförd Sven Roger Blomqvist, född 25 september 1956 i Enköping, död 15 september 2014 i Malmö, var en svensk journalist anställd på Sveriges Television (SVT). Under många år var han SVT:s idrottsliga ögon i Malmö där han bland annat bevakade Malmö FF, Trelleborgs FF, Helsingborgs IF och Landskrona BoIS (fotboll), Malmö IF (ishockey), samt IFK Ystad, Ystads IF, Malmö, Lugi och H43 (handboll). Blomquist var kommentator i många sporter varav några var basket, bandy, dans, dragkamp, friidrott, frisbee, golf, gymnastik, konståkning, rugby, ridsport, squash, simhopp, simning, short track, skridsko och snöskotercross. Han var särskilt intresserad av konståkning, simhopp och ridsport.
Vid Olympiska spel bevakade Blomquist huvudsakligen handboll, gymnastik, konståkning, short track och simhopp. Utöver detta var han intervjureporter i allehanda sammanhang samt arbetade som redaktör för Sportspegeln, Sportnytt, Fotbollskväll och Hockeykväll.
På Sveriges Television hade han också ett fackligt förtroendeuppdrag.
Roger Blomquist var gift och hade två barn. Han avled i sitt hem under måndagsmorgonen den 15 september 2014 efter en tids sjukdom.